# Andrena kryzhanovskii
Andrena kryzhanovskii är en biart som beskrevs av Osytshnjuk 1993. Andrena kryzhanovskii ingår i släktet sandbin, och familjen grävbin. Inga underarter finns listade i Catalogue of Life.